# Armée thaïlandaise Phayap
Armée thaïlandaise Phayap (thaï : กองทัพพายัพ RTGS: Thap Phayap ou Payap) était la force thaïlandaise qui a envahi les États Shan de Birmanie le 10 mai 1942 pendant la campagne birmane de la Seconde Guerre mondiale.

## Ordre de bataille de l'armée Phayap en 1942
Armée Phayap (Armée du Nord) - Lieutenant-général Charun Rattanakun Seriroengrit
- 2e division d'infanterie - Général de division Luang Phairirayordejd
  - 4e régiment d'infanterie (Prachinburi) qui se composait de
    - 10e bataillon d'infanterie (Prachinburi)
    - 11e bataillon d'infanterie (Prachinburi)
    - 12e bataillon d'infanterie (Prachinburi)

  - 5e régiment d'infanterie qui se composait de :
    - 13e bataillon d'infanterie
    - 14e bataillon d'infanterie
    - 15e bataillon d'infanterie

  - 12e régiment d'infanterie (Phitsanuloke) qui se composait de :
    - 28e bataillon d'infanterie (Nakhon Sawan)
    - 29e bataillon d'infanterie (Phitsanulok)
    - 33e bataillon d'infanterie (Phitsanulok)

  - 4e bataillon d'artillerie (Prachinburi)
  - 5e bataillon d'artillerie (Prachinburi)
  - 6e bataillon d'artillerie
  - Attaché :
    - 5e bataillon de cavalerie / division de cavalerie
    - Escadron de chars / régiment blindé
- 3e division d'infanterie - Général de division Phin Choonhavan
  - 7e régiment d'infanterie (Nakhon Ratchasima) qui se composait de
    - 19e bataillon d'infanterie (Nakhon Ratchasima)
    - 20e bataillon d'infanterie (Nakhon Ratchasima)
    - 21e bataillon d'infanterie (Nakhon Ratchasima)

  - 8e régiment d'infanterie (Surin) qui se composait de :
    - 17e bataillon d'infanterie
    - 18e bataillon d'infanterie
    - 52e bataillon d'infanterie

  - 9e régiment d'infanterie (Ubon Ratchathani) qui se composait de :
    - 25e bataillon d'infanterie (Ubon Ratchathani)
    - 26e bataillon d'infanterie (Ubon Ratchathani)
    - 27e bataillon d'infanterie (Ubon Ratchathani)

  - 7e bataillon d'artillerie (Nakhon Ratchasima)
  - 8e bataillon d'artillerie (Nakhon Ratchasima)
  - 9e bataillon d'artillerie
  - Escadron de reconnaissance de motocyclettes
  - Escadron de chars
- 4e division d'infanterie - Colonel Luang Haansongkhram
  - 3e régiment d'infanterie (Lopburi) qui se composait de
    - 4e bataillon d'infanterie (Lopburi)
    - 6e bataillon d'infanterie (Lopburi)
    - 8e bataillon d'infanterie (Saraburi)

  - 13e régiment d'infanterie (Lampang) qui se composait de
    - 30e bataillon d'infanterie (Lampang)
    - 31e bataillon d'infanterie (Chiang Mai)
    - 34e bataillon d'infanterie (Lampang)

  - 3e bataillon d'artillerie
  - 10e bataillon d'artillerie (Nakhon Sawan)
- Division de cavalerie - Lieutenant-colonel Thwuan Wichaikhatkha
  - 35e régiment de cavalerie qui se composait de
    - 3e bataillon de cavalerie (Ubon Ratchathani)
    - 5e bataillon de cavalerie (Roi Ed)

  - 46e régiment de cavalerie qui se composait de
    - 4e bataillon de cavalerie (Chanthaburi)
    - 6e bataillon de cavalerie
- Bataillon de chars
- 12e régiment de cavalerie indépendant qui se composait de
  - 1er bataillon de cavalerie (Bangkok)
  - 2e bataillon de cavalerie (Prachinburi)
- 35e bataillon d'infanterie (Chiang Mai)
- 1er bataillon du génie (Ratchaburi)
- 2e bataillon du génie (Chachoengsao)
- 3e bataillon du génie
- 4e bataillon du génie
- 1er bataillon d'artillerie (Bangkok)
- 11e bataillon d'artillerie
- Bataillon AA de l'armée de Phayap
- Bataillon de transport de l'armée de Phayap
- Bataillon de transport par eau de l'armée de Phayap

### Réorganisation
Pendant les combats, l'armée Phayap a ajouté les unités suivantes en regroupant :
- 17e régiment d'infanterie (Battlefield) qui se composait de
  - 32e bataillon d'infanterie (Nakhon Sawan)
  - 35e bataillon d'infanterie (Chiang Mai)
  - 39e bataillon d'infanterie (Nakhon Si Thammarat)

Le mauvais temps a forcé la dissolution précoce de la division de cavalerie et le transfert du 35e régiment de cavalerie à Roi Et et du 1er bataillon de cavalerie (garde royale utilisant des étalons australiens) à Bangkok.
Néanmoins, le RTA a créé les unités suivantes pour remplacer les unités de cavalerie de l'armée Phayap :
- 11e bataillon de mitrailleuses lourdes
- 1er bataillon de mitrailleuses
- 2e bataillon de mitrailleuses
- 27e bataillon d'artillerie
- 29e bataillon d'artillerie

### 2earmée
Après le rétablissement de la paix dans le Kentung en 1943, l'armée royale thaïlandaise a retiré certaines unités de l'armée de Phayap et créé la 2e armée en tant que force de réserve.
En 1943, RTA crée la 2e armée (Lopburi) qui se compose de :
- 1re division (Chiang Rak) qui se composait de
  - 1er régiment d'infanterie (Bangkok) qui se composait de
    - 1er bataillon d'infanterie (garde royale) (Bangkok)
    - 3e bataillon d'infanterie (Bangkok)
    - 9e bataillon d'infanterie (Bangkok)

  - 2e régiment d'infanterie (Bangkok) qui se composait de :
    - 2e bataillon d'infanterie (Bangkok)
    - 7e bataillon d'infanterie (Bangkok)
    - 37e bataillon d'infanterie (Ratburi)
    - 45e bataillon d'infanterie (Phetburi)
- 1er bataillon de cavalerie (transféré de l'armée Phayap à Bangkok après avoir dissous le 12e régiment de cavalerie indépendant en raison des maladies qui ont tué les chevaux australiens utilisés par le 1er bataillon de cavalerie)
- 1er bataillon d'artillerie
- 7e division (Lopburi) se composait de :
  - 19e régiment d'infanterie (Bua Chum, district de Chai Badan de Lopburi) qui se composait de :
    - 58e bataillon d'infanterie (Bua Chum, district de Chai Badan à Lopburi)
    - 59e bataillon d'infanterie (Bua Chum, district de Chai Badan à Lopburi)

  - 20e régiment d'infanterie (district de Lom Sak à Phetchabun)
    - 60e bataillon d'infanterie (district de Lom Sak à Phetchabun)
    - 61e bataillon d'infanterie (district de Lom Sak à Phetchabun)

  - 21e régiment d'infanterie (Wang Chomphoo dans le district de Lom Kao à Phetchabun)
    - 62e bataillon d'infanterie (Wang Chomphoo dans le district de Lom Kao à Phetchabun)
    - 63e bataillon d'infanterie (Wang Chomphoo dans le district de Lom Kao à Phetchabun)
    - 64e bataillon d'infanterie (Wang Chomphoo dans le district de Lom Kao à Phetchabun)

  - 12e régiment d'infanterie (transféré de l'armée de Phayap à Nakhon Sawan) se composait de :
    - 28e bataillon d'infanterie (Nakhon Sawan)
    - 65e bataillon d'infanterie (Nakhon Sawan)

  - 6e régiment d'infanterie (a quitté l'armée Phayap pour revenir à Phitsanulok) se composait de :
    - 29e bataillon d'infanterie (Phitsanulok) - séparé du 12e régiment d'infanterie
    - 66e bataillon d'infanterie (Nakhon Sawan)
    - 67e bataillon d'infanterie (Tak)

### 37edivision
En 1944, l'armée royale thaïlandaise a créé les unités suivantes pour aider à former le Seri Thai.
- 37e division (Nakhon Ratchasima) qui se composait de :
  - 107e régiment d'infanterie (Nakhon Ratchasima)
  - 35e régiment de calavalerie (Roi Et) - mouvement de l'armée Phayap - se composait de :
    - 3e bataillon de cavalerie (Ubon Ratchathani)
    - 5e bataillon de cavalerie (Roi Et)

  - 108e régiment d'infanterie (Udon Thani - Nakhon Phanom)
  - 9e régiment d'infanterie (Ubon Ratchathani) 
    - 25e bataillon d'infanterie (Ubon Ratchathani)
    - 26e bataillon d'infanterie (Ubon Ratchathani)
    - 27e bataillon d'infanterie (Ubon Ratchathani)

### Démobilisation
Après la déclaration de paix du 16 août 1945, les unités suivantes de l'armée Phayap ainsi que les unités de temps de guerre ont été dissoutes et démobilisées :
30 octobre 1945 : les unités suivantes sont dissoutes et démobilisées :
- 11e bataillon de mitrailleuses lourdes
- 1er bataillon de mitrailleuses
- 2e bataillon de mitrailleuses
- 27e bataillon d'artillerie
- 29e bataillon d'artillerie

13 novembre 1945 : les unités suivantes sont dissoutes et démobilisées :
- QG de l'armée Phayap
- 2e armée
- 7e division
- 37e division
- 18e brigade mixte à 4 États de Melayu
- 20e régiment d'infanterie
- 107e régiment d'infanterie.
- 4e bataillon de cavalerie
- 6e bataillon d'artillerie
- 14e bataillon d'artillerie
- 32e bataillon d'infanterie (Nakhon Sawan)
- 33e bataillon d'infanterie (forces réservées)
- 34e bataillon d'infanterie (Lampang)
- 35e bataillon d'infanterie (Chiang Mai)
- 54e bataillon d'infanterie
- 56e bataillon d'infanterie
- 40e bataillon d'infanterie (Trang)
- 41e bataillon d'infanterie (Songkhla)

### Réorganisation d'après-guerre
La réorganisation d'après-guerre de l'armée royale thaïlandaise en 1946 :
- 1er cercle militaire (Bangkok) se composait de
  - 1er régiment d'infanterie (Royal Guard) (Bangkok) - qui se composait de :
    - 1er bataillon d'infanterie (garde royale) (Bangkok)
    - 3e bataillon d'infanterie (garde royale) (Bangkok)
    - 9e bataillon d'infanterie (garde royale) (Bangkok)

  - 11e régiment d'infanterie (Bangkok) - renommé du 2e régiment d'infanterie - qui se composait de :
    - 2e bataillon d'infanterie (Bangkok)
    - 7e bataillon d'infanterie (Bangkok)
    - 37e bataillon d'infanterie (Ratchaburi)
    - 45e bataillon d'infanterie (Phetburi)
- 2e cercle d'armée (Prachinburi) se composait de :
  - 2e régiment d'infanterie (Lopburi) - Renommé à partir du 3e régiment d'infanterie composé de :
    - 4e bataillon d'infanterie
    - 6e bataillon d'infanterie
    - 8e bataillon d'infanterie

  - 12e régiment d'infanterie (Prachinburi) - Renommé à partir du 4e régiment d'infanterie composé de :
    - 10e bataillon d'infanterie
    - 11e bataillon d'infanterie
    - 12e bataillon d'infanterie
- 3e cercle militaire était composé de
  - 3e régiment d'infanterie (Nakhon Ratchasima) - renommé à partir du 7e régiment d'infanterie composé de
    - 19e bataillon d'infanterie
    - 20e bataillon d'infanterie
    - 21e bataillon d'infanterie

  - 13e régiment d'infanterie (Ubon Ratchathani) - Renommé à partir du 9e régiment d'infanterie composé de
    - 25e bataillon d'infanterie (Ubon Ratchathani)
    - 26e bataillon d'infanterie (Ubon Ratchathani)
    - 27e bataillon d'infanterie (Ubon Ratchathani)
- 4e cercle d'armée était composé de
  - 4e régiment d'infanterie (Nakhon Sawan) qui se composait de :
    - 28e bataillon d'infanterie (Nakhon Sawan)
    - 29e bataillon d'infanterie (Phitsanuloke)
    - 30e bataillon d'infanterie (Lampang)
    - 31e bataillon d'infanterie (Chiang Mai)
- 5e cercle militaire (Nakhon Si Thammarat) qui se composait de :
  - 5e bataillon d'infanterie (Hat Yai - Songkhla)
  - 38e bataillon d'infanterie (Chumporn)
  - 39e bataillon d'infanterie (Nakhon Si Thammarat)
  - 42e bataillon d'infanterie (Khok Pho - Pattani)

## Aviation
Chef d'état-major de l'air - Capitaine de groupe Fuen Ronnaphagrad Ritthakhanee
90e escadre combinée - nombre inconnu
- 41e escadron
  - Curtiss Hawk III
- 42e escadron
  - Curtiss Hawk III
- 32e escadron
  - Vought Corsair V-93s
- 11e escadron
  - Mitsubishi Ki-30
- 12e escadron
  - 17 Mitsubishi Ki-30
- 61e Escadron
  - Martin 139WS
- 62e Escadron
  - Mitsubishi Ki-21 -I